# Ramalina crinita
Ramalina crinita är en lavart som beskrevs av Tuck. Ramalina crinita ingår i släktet Ramalina och familjen Ramalinaceae.   Inga underarter finns listade i Catalogue of Life.